# Али-Ботуш
Али-Ботуш (болг. Али ботуш), также Алиботуш — заповедник на небольшом горном хребте Славянка, расположенном на границе Болгарии с Грецией. Заповедник занимает северную часть гор в пределах территории Болгарии и берёт своё название от старого названия Славянки. Расположен в общинах Сандански и Хаджидимово Благоевградской области. Основан в 1951 году для защиты крупнейших лесов эндемичной боснийской сосны на Балканском полуострове. В дальнейшем его территория несколько раз расширялась и сейчас составляет 1638 га (16,38 км²). В 1977 году Али-Ботуш был объявлен биосферным заповедником ЮНЕСКО.

## География
Заповедник расположен на северных склонах горного хребта Славянка на высотах от 1140 до 2212 м. Он отделён от горного хребта Пирин к северу от седловины Парил. Горы образованы метаморфическими палеозойскими известняками и мрамором, которые покрывают гранитное ядро. Территория Али-Ботуша имеет различные геоморфологические формы и ряд хребтов.
Заповедник попадает в зону континентального средиземноморского климата, а на большой высоте имеет также альпийский климат. Однако средиземноморский климат определяет режим осадков, имеющий осенне-зимний максимум и летний минимум. Средние температуры зимой намного превышают средние температуры на тех же высотах в остальной стране. Влияние ветра фён очень сильно зимой.
Среднегодовая температура для нижних частей заповедника составляет 14 °C, а для высоких — около 6 °C. Средняя продолжительность периода с температурами выше 10 °С для низких участков заповедника составляет 200—220 дней, а для высоких — 130 дней. Годовое количество осадков колеблется от 700 до 900 мм и превышает 900 мм в высоких зонах. Вследствие карстового рельефа заповеднику не хватает водных ресурсов. Водотоки поддерживаются преимущественно подземными водами; вклад дождей составляет 25-30 % от общего объёма потока, тогда как снег образует ещё 20-25 %.
Почвенный покров состоит из коричных лесных почв на нижних землях и бурых лесных на большей высоте. Преобладает гумусно-карбонатный тип почвы, но также и горно-лесные почвы на высших участках. Гумусно-карбонатные почвы неглубокие и умеренно глубокие. Они обычно сухие и тёплые.

## Флора
Али-Ботуш является домом для разнообразной флоры, которая остаётся нетронутой благодаря относительной изоляции заповедника в пограничной зоне. На крохотной территории биосферного заповедника насчитывается более 1500 видов сосудистых растений, что делает его ключевым центром флористического формирования на Балканском полуострове. Насчитывается свыше 20 эндемичных видов для Болгарии, пять из которых можно наблюдать только в заповеднике, и от 42 до 46 балканских эндемичных таксонов. Виды растений происходят как из биома вечнозелёных лесов Средиземноморья, так и умеренного леса.
В лиственных лесах в низких местах заповедника преобладают бук лесной, хмелеграб, реже каштан посевной. Хвойный лесной пояс состоит из сосны обыкновенной, сосны чёрной, ели европейской, пихты белой, пихты македонской, сосны румелийской и боснийской сосны. Доминирующей породой деревьев нижнего хвойного пояса между 1000 и 1450 м является чёрная сосна, в то время как леса на больших высотах до 1800—1900 м образованы боснийской сосной и являются крупнейшими в своём роде на Балканах. Заповедник Али-Ботуш, а также национальный парк Пирин — единственные места существования этого вида сосен в Болгарии. Средний возраст боснийских сосновых лесов составляет от 60 до 120 лет, достигая более 200 и редко 400 лет. Высота отдельных деревьев может превышать 30 м. Бук и ель растут в тенистых местах с богатством почв, а боснийская сосна занимает зоны с меньшим количеством питательных веществ.
Кустовая растительность в заповеднике тоже разнообразна и состоит из тиса ягодного, нескольких видов волчеягодника и др.
Травянистая растительность очень разнообразна вследствие благоприятных климатических и почвенных условий, а также известняковой каменной породы. Болгарская часть Славянки является единственным местом произрастания эндемического Convolvulus suendermannii. Важными охранными видами являются адиантум венерин волос, Polygala nicaeensis, Rhamnus fallax, а также балканский эндемик рябчик Дреновского (Fritillaria drenovskii), ограниченный Славянкой, Пирином и северной Грецией, Pulsatilla rhodopaea, Sax ifraga siribrnyi, фиалка шпорникоцветковая (Viola delphinantha), произрастающая в этом районе Болгарии, а также в Греции, Centaurea parilica, ареал которой охватывает Славянку и южный Пирин и другие.
В 2012 году один из редких грибов, Zeus olympius, который до этого был найден только на горе Олимп в Греции, был обнаружен и в Али-Ботуше. Он растёт только на боснийской сосне.

## Фауна
Фауна заповедника также разнообразна. К наиболее распространённым крупным млекопитающим относятся бурый медведь, волк, европейская косуля, дикая свинья, заяц-русак, лисица обыкновенная, барсук европейский и обыкновенный шакал. Рептилии включают два вида черепах, средиземноморскую и балканскую черепахи, а также многочисленных змей и ящериц, например, редкую кошачью змею и кикладскую ящерицу. Это единственное место в Болгарии, где обнаружен македонский гребенчатый тритон.
Среди беспозвоночных 55—60% видов принадлежат к средиземноморскому биому. К этому времени в заповеднике описано более 1200 видов насекомых. Особый интерес представляют суточные бабочки. В 1992 году биолог Здравко Колев идентифицировал пять новых видов бабочек для Болгарии — Euchloe penia, Polyommatus andronicus, Polyommatus aroaniensis, Agrodiaetus nephohiptamenos, Pseudochazara orestes; из них все, кроме Euchloe penia, являются балканскими эндемиками и всех, кроме Polyommatus aroaniensis, можно найти в Болгарии только на Славянке и в горах Пирин.